# Володичев, Виктор Васильевич
Виктор Васильевич Володичев — советский хозяйственный и государственный деятель, лауреат Государственной премии СССР за выдающиеся достижения в труде.

## Биография
Родился в 1943 году в деревне Красное Утро. Член КПСС.
Окончил Калужское строительное училище.
В 1960—1997 — строитель, бригадир комплексной бригады СМП-274 Управления строительства «Ангарстрой» в городе Вихоревке Братского района Иркутской области.
За большой личный вклад в изыскание и использование резервов строительного производства был в составе коллектива удостоен Государственной премии СССР за выдающиеся достижения в труде 1987 года.
Почетный транспортный строитель (1987).
Народный депутат СССР (1989—1991).
Указом Президента РФ от 29 декабря 1994 года удостоен ордена «За заслуги перед Отечеством» IV степени.
Почётный гражданин Братского района.
Живёт в Вихоревке.

## Награды
- Орден Ленина (05.02.1981)
- Орден Трудового Красного Знамени (16.04.1976)
- Орден Знак Почёта (07.05.1971)